# Bruchertseifen
Bruchertseifen település Németországban, Rajna-vidék-Pfalz tartományban. Lakosainak száma 777 fő (2023. december 31.).

## Népesség
A település népességének változása:
| Lakosok száma | 521  | 742  | 743  | 761  | 773  | 777  |
|               | 1975 | 2017 | 2019 | 2021 | 2022 | 2023 |